# Боевая задача

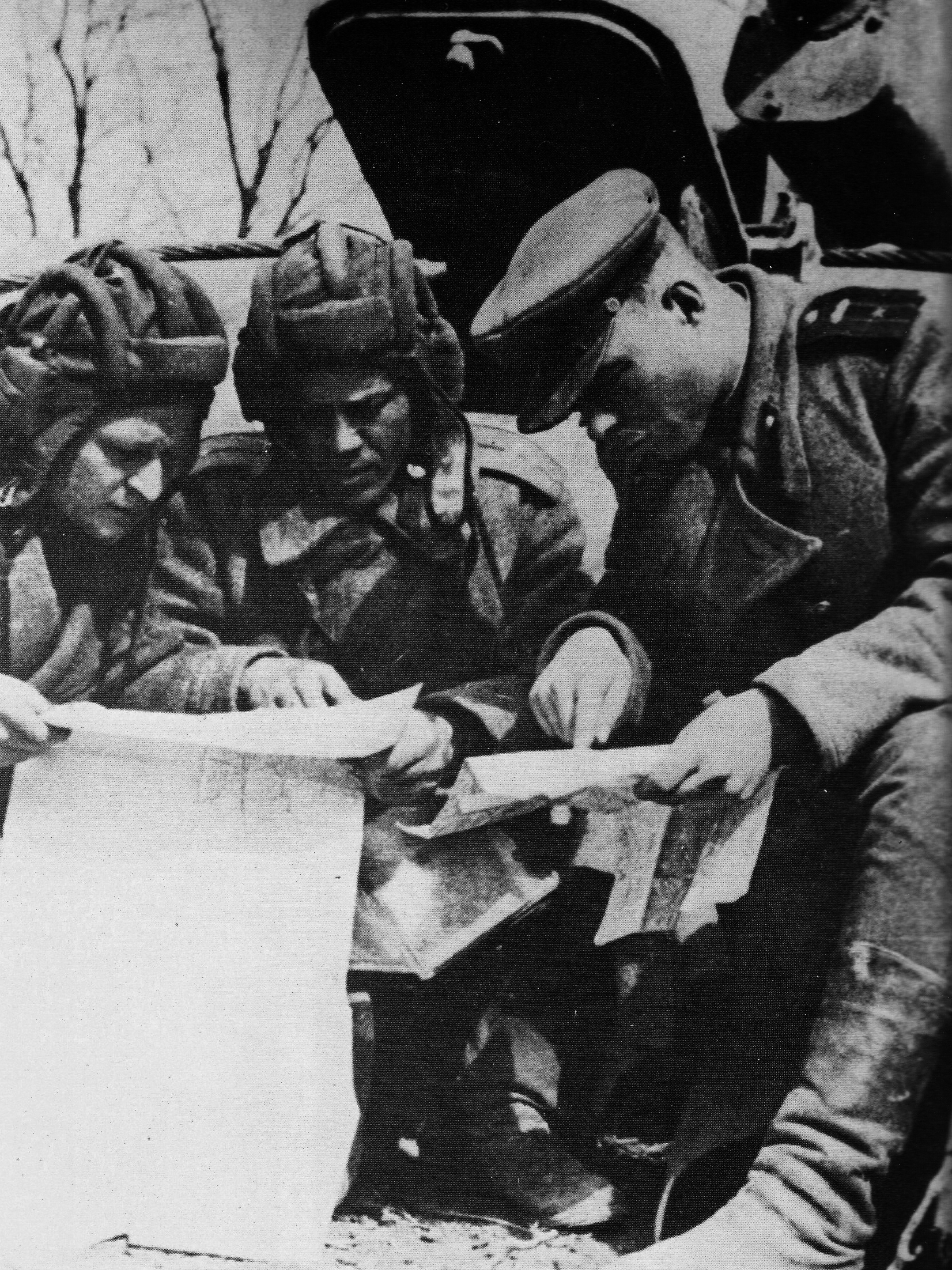
Уточнение боевой задачи советскими танкистами 4-го гвардейского механизированного корпуса,
Венгрия, октябрь 1944 года

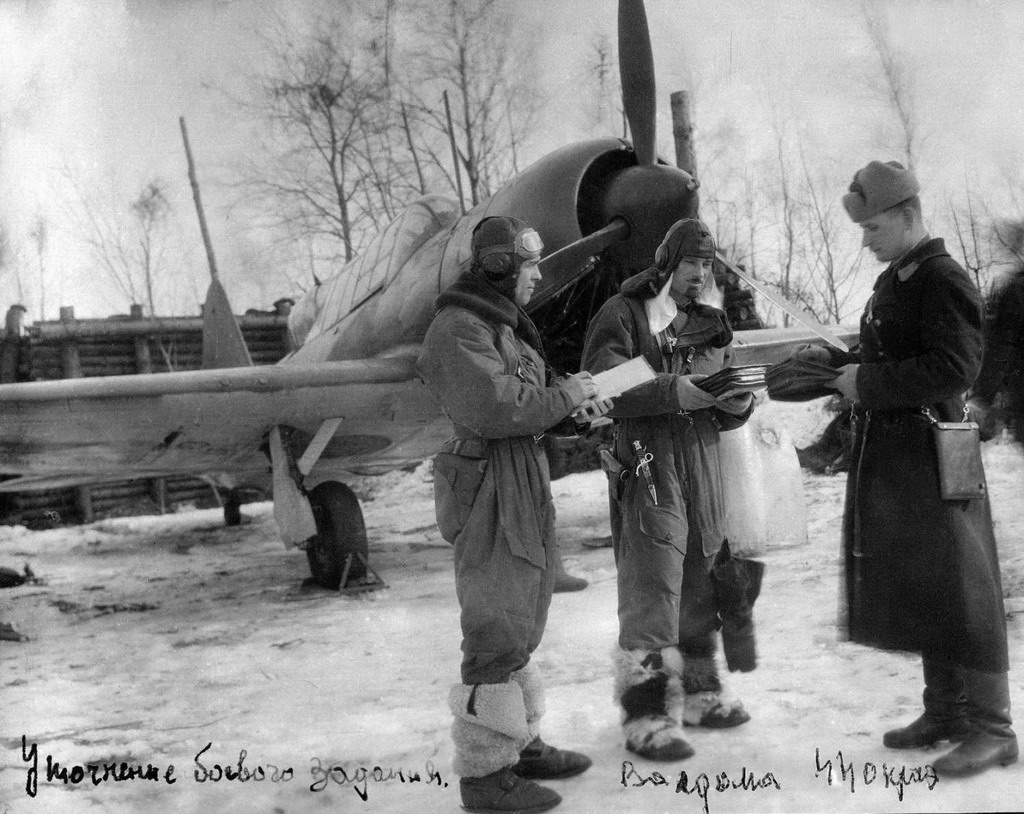
Советские лётчики в период Великой Отечественной войны получают боевую задачу

Боевая задача, или Тактическая задача, — задача, поставленная вышестоящим командующим формированию вооружённых сил, либо одному или нескольким военнослужащим для достижения определённой цели в военной операции.

## Общие положения боевой задачи
В зависимости от масштаба (боевых) действий боевые задачи разделяются на следующие виды:
- тактическая задача — выполняется в ходе боя (боевых действий) подразделением, частью (кораблём), соединением;
- оперативная задача — выполняется объединением в ходе операции;
- стратегическая задача — группировкой вооружённых сил на театре военных действий (несколько фронтов), а иногда войсками одного фронта.

Содержание боевой задачи зависит от вида военных (боевых) действий, замысла боя (операции), предназначения воинского формирования, состава сил и средств, боевой способности и боевых возможностей своих войск (сил) и войск противника, характера его действий и условий обстановки. 
Требования к командирам в постановке боевой задачи определяют придерживаться краткого предельно ясного изложения, и исключения возможности  её различного толкования.

## Различие боевой задачи для видов вооружённых сил и родов войск

### Сухопутные войска
Боевые задачи формирований сухопутных войск в обороне обычно ставятся как:
- огневое поражение ударных группировок противника при его выдвижении на рубеж атаки;
- отражение наступления противника;
- удержание определенных районов (рубежей, позиций);
- разгром вклинившихся и прорвавшихся группировок войск противника проведением контратак и контрударов и создании выгодных условий для дальнейших  действий.

Боевые задачи в наступлении (контрнаступлении) обычно заключаются в разгроме основных сил противника в определённой полосе (на участке, в районе) и овладении назначенным рубежом к указанному сроку. 
При этом боевая задача в наступлении может разделяться на ближайшую и дальнейшую (последующую) задачи. Кроме того, может указываться направление дальнейшего наступления, а соединениям — и задача дня. 
На выполнение ближайшей задачи отводится этап в первоначальном оперативном построении (построении боевого порядка). Ближайшая задача заключается в нанесении огневого поражения противнику, разгроме его сил в определённой полосе (районе) и овладении рубежом (районом, объектом), захват которого создаёт условия для дальнейшего успешного развития военных (боевых) действий.
Дальнейшая задача следующая после выполнения ближайшей задачи заключается в вводе в сражение вторых эшелонов (резервов) и заключается в завершении разгрома противостоящей группировки противника, подошедших его резервов и овладении назначенным рубежом (районом). 
Выполнение дальнейшей задачи для формирований уровня объединений — является достижением цели операции, а для соединений она может совпадать с задачей дня. 
Направление дальнейшего наступления для формирования определённого уровня определяется с таким расчётом, чтобы обеспечивалось выполнение боевой задачи вышестоящим объединением (соединением, частью).

### РВСН
Боевыми задачами в Ракетных войсках стратегического назначения подразделений, частей, соединений являются поражение стратегических  объектов, крупных группировок войск (сил), уничтожение стратегических средств ядерного нападения, нарушение государственного и военного управления и дезорганизация работы тыла. Боевая задача выполняется нанесением ракетных ударов с пунктов базирования.

### Войска ПВО
Войска ПВО являются войсками постоянной готовности, которые должны в любой момент отразить воздушное нападение противника.
В связи с этим основной боевой задачей войск ПВО являются:
- непрерывное ведение разведки воздушного и космического пространства;
- предупреждение высших звеньев управления и оповещение войск о воздушно-космическом нападении противника;
- прикрытие в границах зоны ответственности группировок войск (сил), различных военных и экономических объектов от ударов с воздуха и из космоса.

При отражении воздушно-космического нападения противника боевая задача заключается в срыве его ударов уничтожением средств нападения в полёте. 
Также свои боевые задачи войска ПВО могут выполнять в ходе противовоздушной операции (операции) и военных (боевых) действий, а в мирное время при несении боевого дежурства. 
Боевая задача зенитно-ракетной, зенитно-артиллерийской части (подразделения) и части истребительной авиации ПВО состоит в прикрытии локальной группировки войск (сил) или объекта, недопущении прорыва возд. противника через зону поражения. 
Боевая задача части (подразделения) радиотехнических войск состоит в постоянном ведении радиолокационной разведки воздушного противника, обеспечении боевой информацией пунктов управления ПВО.

### Военно-воздушные силы
В Военно-воздушных силах содержание боевой задачи определяется в зависимости от рода авиации и состава сил, радиуса действия и боевой зарядки самолётов (вертолётов), вида применяемых средств поражения, полноты данных разведки, защищённости объектов противника, по которым наносятся удары. 
Боевые задачи формирований бомбардировочной и истребительно-бомбардировочной, штурмовой авиации и авиации сухопутных войск состоят в уничтожении авиации противника на аэродромах и в воздухе, средств ПВО, пунктов управления, объектов, группировок сухопутных войск и сил флота. 
Боевые задачи формирований истребительной авиации сводятся к прикрытию группировок сухопутных войск, сил флота и других объектов от ударов воздушного противника.
Для формирований разведывательной авиации боевая задача заключается в ведение воздушной разведки. 
Для формирований военно-транспортной авиации боевая задача заключается в выброске (высадке) воздушных десантов, перевозке войск и грузов.

### Военно-морской флот
В Военно-Морском Флоте боевые задачи кораблей, формирований морской авиации, морской пехоты и береговых войск состоят в уничтожении ракетных подводных лодок, ударных и противолодочных группировок флота противника, нарушении ею морских (океанских) перевозок, разгроме конвоев (десантных отрядов) в море, пунктах погрузки и выгрузки, обороне своих морских коммуникаций и системы базирования флота, содействии сухопутным войскам при ведении обороны и наступления на приморских направлениях. 
Боевая задача по решению командующих (командиров) может расчленяться на частные. 
При проведении операции флота (флотилии) боевые задачи, подразделяется на ближайшую и дальнейшую. Ближайшей задачей военно-морского объединения  может быть разгром первого эшелона ударных группировок флота противника, участие в завоевании до определённых рубежей господства на море, содействие группировке сухопутных войск, действующей на приморском направлении. Дальнейшая задача может состоять в завершении разгрома первого эшелона ударных группировок флота противника и его резервов, расширении господства на море на более отдалённые районы, нарушении (срыве) морских перевозок, продолжении содействия сухопутным войскам на приморских направлениях. 

## Постановка боевой задачи
Боевая задача доводится от штабов подчинённым войскам (силам) сигналами боевого управления по АСУ, через офицеров связи или устно с использованием закрытых линий связи с шифрованием данных,  с последующим подтверждением в форме боевого приказа (директивы), боевых распоряжений которые могут подаваться как в письменной так и в графической форме.  
Боевая задача ставятся в первую очередь тем формированиям которые по плану военных (боевых) действий приступают к ним раньше других, решают главные задачи или которым требуется больше времени для подготовки боя (операции). 
В подразделении боевая задача подчинённым ставится лично командиром и как правило на местности. Полученная боевая задача служит основой для принятия решения командиром (командующим), а степень её выполнения — основным критерием при оценке эффективности боевых действий войск (сил).